# New Vienna (Iowa)
New Vienna est une ville du comté de Dubuque, en Iowa, aux États-Unis. Elle est incorporée le 17 juillet 1895.

## Source de la traduction
- (en) Cet article est partiellement ou en totalité issu de l’article de Wikipédia en anglais intitulé « New Vienna, Iowa » (voir la liste des auteurs).